# Бонтебруг
Бонтебруг (нід. Bontebrug) — село в нідерландській провінції Гелдерланд. Входить до муніципалітету Ауде-Ейсселстрек. Перша згадка про село датується 1839 роком. Назване за прізвищем місцевої шляхетної родини.
Знаходиться на східному березі річки Альте Іссель.

## Галерея

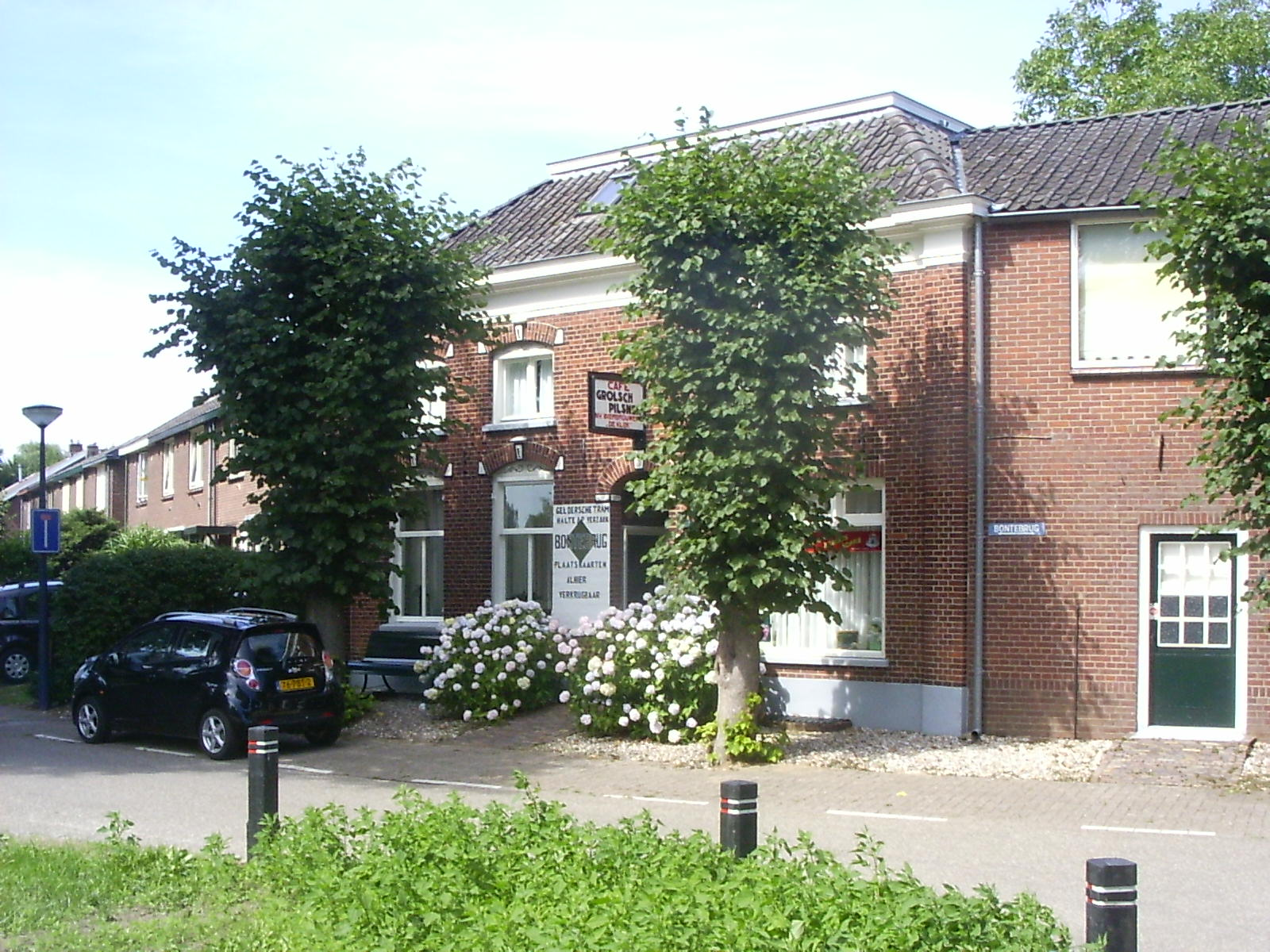
Паб у Бонтебрузі
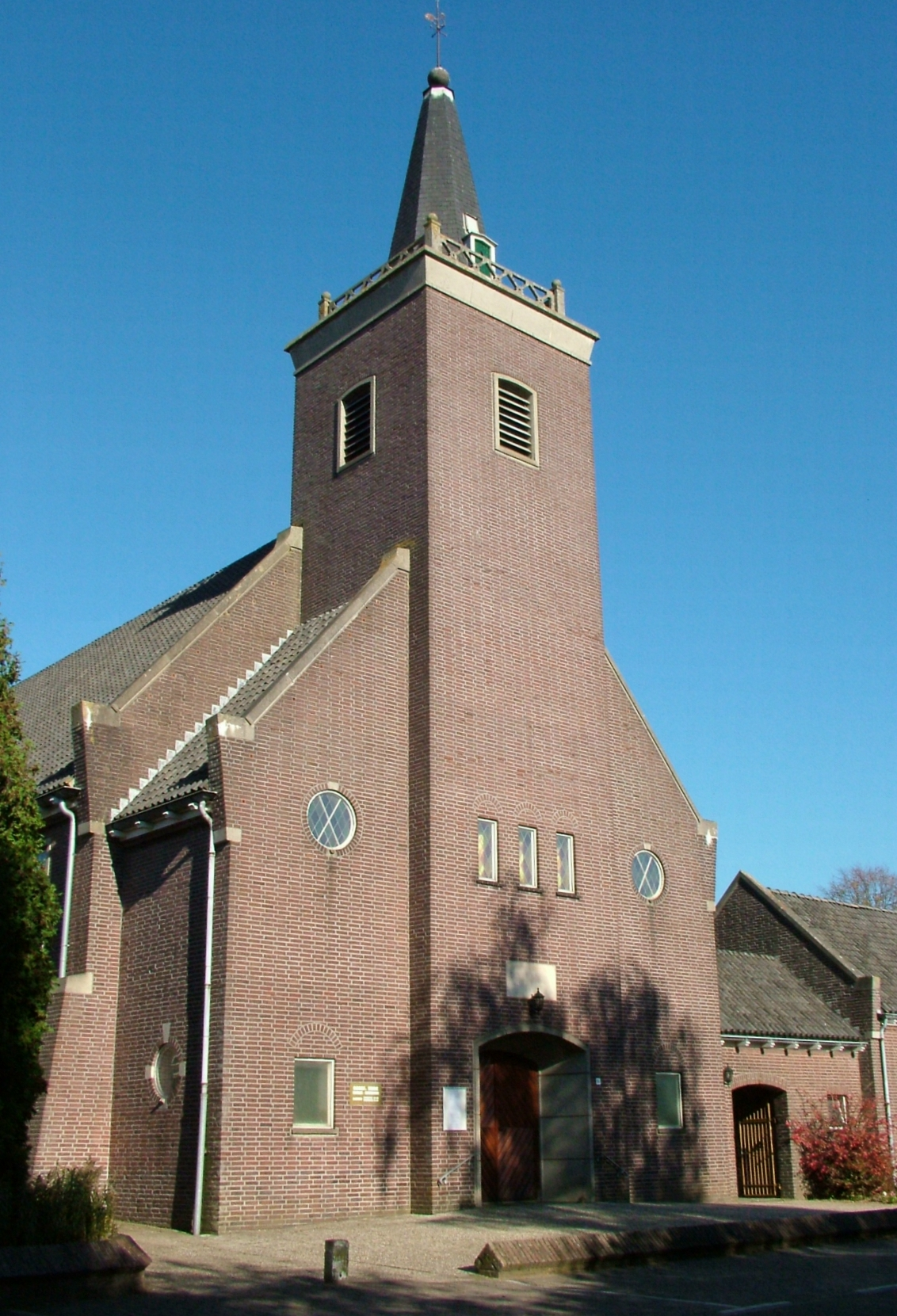
Церква у Бонтебрузі